# えび狩り世界選手権
えび狩り世界選手権（えびがりせかいせんしゅけん）は、山口県山口市秋穂地区で毎年8月下旬に行われるイベント。秋穂観光協会主催。

## 概要
クルマエビの商業養殖発祥の地である旧秋穂町のPRのために、1991年から始まった。
中道海水浴場内のあかせビーチの一角を網で仕切り、その中に体長15センチほどのクルマエビを1万5000匹ほど放流して、それを参加者が40分の制限時間の間に手づかみだけでどれだけ捕まえられるかを競うというもの。参加費が必要となるが、捕ったえびはそのまま持ち帰れる。
参加者は秋穂観光協会への事前申し込みの上で抽選により1600人が選考されるが、毎年20倍から30倍程度の参加申し込みがあるという。「世界選手権」を銘打つ（もちろん同種のイベントが世界各地にあるわけではない）が、国内遠方からの参加者のみならず、アメリカやイギリス、ブラジルなど日本国外からの参加者もいるという。